# Sébastien Foucras
Sébastien Foucras, né le 4 janvier 1971, est un skieur acrobatique français  spécialiste du saut acrobatique. Il a été l'un des meilleurs sauteurs des années 1990, remportant notamment une médaille d'argent aux Jeux olympiques d'hiver de 1998, une médaille de bronze aux Championnats du monde 1995 ainsi que le globe de cristal du saut de la Coupe du monde en 1996 où il compte 26 podiums dont 7 victoires. Après sa carrière sportive, il est à l'origine de la création avec Benoît Eycken de la manifestation sportive annuelle Les Étoiles du Sport  et est devenu directeur des opérations d’Alizeum Sport (agence conseil en événementiel et marketing sportif).

## Biographie
Il grandit en région parisienne. Durant son enfance, il pratique la gymnastique sur les conseils de son père, c'est au cours d'un stage de ski d'été en 1987 qu'il se fait remarquer en pratiquant du trampoline à Tignes par Henry Autier (médaille d'argent aux mondiaux de saut acrobatique en 1975) qui décide de l'inviter à des stages de l'équipe de France. Foucras s'installe alors en Haute-Savoie.
Il participe à ses deux premières épreuves de Coupe du monde en décembre 1988 avec une 25e place à Tignes et une 27e à La Plagne aux côtés d'Éric Laboureix (référence de la discipline qui a remporté alors trois Coupes du monde en 1986, 1987 et 1988), Jean-Marc Bacquin (médaillé de bronze aux mondiaux de 1986) et Didier Méda (vice-champion olympique 1988). Il renoue l'expérience la saison suivante avec les trois épreuves de Coupe du monde qui prennent place en France avec une 16e place à Tignes, une 17e à La Plagne et son premier top-10 à La Clusaz le 14 mars 1990.
Lors de la saison 1991, il prend part à toutes les épreuves de Coupe du monde de sauts. Il aligne à plusieurs reprises des performances dans le top-10 (4e à Voss, 5e à La Plagne, La Clusaz et Oberjoch, 7e à Pyhaetunturi, 8e à Tignes et Hundfjället et 9e à Piancavallo et Skole) sans parvenir toutefois à monter sur un podium. Il termine sa première saison complète de Coupe du monde à la 6e place du saut et troisième Français derrière Méda et Bacquin. En 1992, il dispute les trois premières épreuves de Coupe du monde où il connaît son premier podium à Tignes avec une 3e place derrière Bacquin et le Canadien Philippe LaRoche avant de se blesser et de faire l'impasse aux Jeux olympiques d'hiver de 1992 qui se déroulent à Albertville.
Lors de la saison 1993, il marque d'entrée les esprits en alignant ses deux premières victoires à Tignes et Piancavallo suivies d'un podium à Blackcomb (2e) et Lake Placid (2e), il termine l'année à la 3e du classement du saut derrière le Canadien Lloyd Langlois et l'Américain Trace Worthington. Cité parmi les favoris pour les Championnats du monde 1993, il rate cependant le rendez-vous avec une 19e place d'un concours où ses compatriotes Bacquin remporte une médaille de bronze, Alexis Blanc prend à la 4e place et Jean-Damien Climonet la 15e place.
Lors de la saison 1994, il obtient sa troisième victoire de sa carrière à Lake Placid accompagnée d'un podium à Hundfjället(3e). Sélectionné pour représenter la France aux Jeux olympiques d'hiver de 1994 à Lillehammer, il termine qu'à la 24e place (Bacquin terminant lui à la 9e place et Blanc à la 18e). En 1995, il obtient des résultats réguliers, il connaît plusieurs podiums (2e à Tignes, Blackcomb, Breckenridge, Lake Placid et Altenmarkt) avant de disputer les Championnats du monde 1995 qui se déroulent à La Clusaz. Il confirme son excellente saison avec sa première médaille lors d'un rendez-vous international, il obtient la médaille de bronze derrière l'Américain Trace Worthington et l'Autrichien Christian Rijavec. Son partenaire de l'équipe de France Alexis Blanc termine plus loin dans l'épreuve à la 16e place. Cette année 1995 le voit terminer à la seconde place du classement du saut derrière Worthington.
La saison 1996 est couronnée de succès, il remporte deux épreuves (à Mont-Tremblant et La Plagne) et accumule neuf podiums sur les seize épreuves. Ces résultats lui permettent de remporter la Coupe du monde (deuxième Français à réussir cette performance après Bacquin en 1990) et termine à la 6e place au général. Lors de la saison 1997, il aligne d'entrée quatre podiums d'affilée (dont une victoire à La Plagne) avant de se blesser gravement au genou en janvier 1997, mettant un terme à sa saison malgré une participation aux Championnats du monde 1997 avec une 24e place. Il se met alors comme principal objectif les Jeux olympiques d'hiver de 1998.
Il commence la saison 1998 avec une 6e place à Tignes et un podium à Mont Tremblant (2e), il réalise deux top-10 à Blackcomb et Breckenridge pour préparer les JO de Nagano. Outsider, il parvient cependant à réaliser une grande performance et y devient vice-champion olympique derrière l'Américain Eric Bergoust. Il décide alors de prendre sa retraite sportive sur cette médaille d'argent et de se retirer du circuit.

## Palmarès

### Jeux olympiques d'hiver
| Épreuve / Édition | Lillehammer 1994 | Nagano 1998 |
| Sauts             | 24e              | Argent      |

### Championnats du monde
| Épreuve / Édition | Altenmark 1993 | La Clusaz 1995 | Iizuna kogen 1997 |
| Sauts             | 19e            | Bronze         | 24e               |

### Coupe du monde
- Meilleur classement au général : 6e en 1993 et 1996.
- 1 petit globe de cristal :
  - Vainqueur du classement sauts en 1996
- 26 podiums dont 7 victoires.

#### Détails des victoires
| Édition / Épreuve | Saut                     |
| 1993              | Tignes Piancavallo       |
| 1994              | Lake Placid              |
| 1995              | Lillehammer              |
| 1996              | Mont-Tremblant La Plagne |
| 1997              | La Plagne                |

### Championnats de France
Champion de France de saut acrobatique en 1996

## Vie privée
Il est père d'un garçon, Nolan, né le 30 mars 2010 dont la mère est sa compagne Marie-José Pérec.